# ReliefWeb
ReliefWeb es el portal de información humanitaria más grande del mundo. Fundado en 1996, el portal ahora alberga más de un millón de informes de situación humanitaria, comunicados de prensa, evaluaciones, directrices, mapas e infografías. El portal es un vehículo de información independiente, diseñado específicamente para ayudar a la comunidad humanitaria internacional en la prestación efectiva de asistencia de emergencia. Proporciona información a medida que se desarrollan las crisis humanitarias, al tiempo que enfatiza la cobertura de "emergencias olvidadas" al mismo tiempo. Su visión y estrategia apuntan a hacer de ReliefWeb una "ventanilla única para la comunidad humanitaria global".

## Origen y desarrollo
ReliefWeb se lanzó en octubre de 1996 y está administrado por la Oficina de Coordinación de Asuntos Humanitarios de las Naciones Unidas (OCHA). El proyecto comenzó como una creación del Departamento de Estado de los Estados Unidos, Oficina de Asuntos de Organizaciones Internacionales, que habían notado durante la Genocidio de Ruanda cómo se compartía información operativa poco crítica entre las ONG, los organismos de las Naciones Unidas y los gobiernos. En 1995, el asesor principal de políticas del departamento sobre administración de desastres lideró una serie de discusiones en las sedes de la ONU en Ginebra y Nueva York, así como una conferencia sobre el proyecto en el departamento de Estado de los Estados Unidos en el que tanto ReliefWeb como producto como internet en general se promocionaron como nuevas herramientas para la comunidad humanitaria. Su lanzamiento oficial también fue el lanzamiento del primer sitio web sobre desastres de la ONU. Reconociendo la importancia de la disponibilidad de información confiable y oportuna en el momento de las emergencias humanitarias, la Asamblea General de las Naciones Unidas aprobó la creación de ReliefWeb y alentó el intercambio de información humanitaria a través del sitio por parte de todos los gobiernos, agencias de ayuda y organizaciones no gubernamentales en la Resolución 51/194 del 10 de febrero de 1997. La Asamblea General de las Naciones Unidas reiteró la importancia del intercambio de información en emergencias y de aprovechar los servicios de información de emergencia de OCHA como ReliefWeb en la Resolución 57/153 el 3 de marzo de 2003. 
ReliefWeb tiene oficinas en tres zonas horarias diferentes para actualizar el sitio web las 24 horas del día: Bangkok, Nairobi y Nueva York. Antes de 2011, las tres oficinas estaban ubicadas en Ginebra, Kobe y Nueva York. El cierre de las oficinas de Ginebra y Kobe se debió a los mayores costos asociados con estas ubicaciones. ReliefWeb ha visto un crecimiento constante en el uso. En 2017, 6,8 millones de personas visitaron ReliefWeb. En el mismo año, el sitio web publicó más de 57.000 informes y mapas, 39.500 empleos en el sector humanitario y 2.600 oportunidades de capacitación. Un primer esfuerzo importante de rediseño se inició en 2002 y se completó en 2005, que se centró en la implementación de una arquitectura de información más centrada en el usuario.  
En abril de 2011, ReliefWeb lanzó una nueva plataforma web basada en tecnología de código abierto  para ofrecer un potente motor de búsqueda / filtro.
En 2012, ReliefWeb comenzó a expandir su enfoque para convertirse en la ventanilla única para obtener información crítica sobre crisis y desastres globales.
En noviembre de 2012, ReliefWeb renovó la página de inicio, la sección "Quiénes somos" y el Blog e introdujo "Labs", un lugar para explorar nuevas oportunidades emergentes y herramientas para mejorar la entrega de información a los trabajadores humanitarios.

## Servicios
ReliefWeb difunde información humanitaria al actualizar su sitio web las 24 horas del día. Además, en noviembre de 2018 llega a más de 977.000 suscriptores a través de sus servicios de suscripción de correo electrónico, lo que permite a aquellos que tienen conexiones de Internet con poco ancho de banda recibir información de manera confiable. ReliefWeb publica mapas y documentos a diario de más de 5.000 fuentes del sistema de las Naciones Unidas, gobiernos, Organizaciones internacionales, ONG, instituciones académicas y medios de comunicación. Además, un equipo de cartógrafos crea mapas originales que se centran en emergencias humanitarias.
Todos los documentos publicados en el sitio se clasifican y archivan, lo que permite una búsqueda avanzada de documentos de respuestas de emergencia anteriores. La base de datos contiene más de un millón de mapas y documentos que datan de 1981.
ReliefWeb es también un importante repositorio de anuncios de empleo humanitario y anuncios de capacitación. En 2017, 1.605 organizaciones publicaron 39.336 anuncios de trabajo en ReliefWeb. Las fuentes de empleo y capacitación incluyen instituciones académicas y de investigación, ONG, organizaciones internacionales, gobiernos, movimiento de la Cruz Roja/Media Luna Roja y los medios de comunicación.
ReliefWeb también proporciona aplicaciones y herramientas para personas humanitarias, que permiten una búsqueda de información personalizada más específica, con el objetivo de acelerar la entrega de información importante. Las aplicaciones incluyen funciones para buscar contenido de ReliefWeb, cura y acceso a datos humanitarios,  y administración de personal humanitario.

## Premios
ReliefWeb ha ganado los siguientes premios:
- Certificado de Logro Superior en Gestión de Emergencias Internacionales (enero de 1999) del Gobierno de los Estados Unidos.
- Premios UN21 (marzo de 2004) por "gestión del conocimiento" y "mejoras al entorno laboral".[21]
- Web4Dev Award (2006) del Banco Mundial por la excelencia en el diseño web y el mejor uso de la web como herramienta para apoyar las actividades al desarrollo.
- Premio Special Achievement in GIS (2010) para OCHA en la 20.ª Conferencia Internacional Anual de Usuarios de ESRI, en reconocimiento al trabajo sobresaliente con la tecnología SIG.